# Division 1 (Bélgica) 1963-64
La Primera División de Bélgica 1963/64 fue la 61.ª temporada de la máxima competición futbolística en Bélgica. Se disputó del 7 de septiembre de 1963 al 26 de abril de 1964.

## Tabla de posiciones
| Pos | Equipo                 | PJ | PG | PE | PP | GF | GC | Pts | DG  | Notas                                                |
| --- | ---------------------- | -- | -- | -- | -- | -- | -- | --- | --- | ---------------------------------------------------- |
| 1   | RSC Anderlechtois      | 30 | 18 | 9  | 3  | 77 | 28 | 45  | +49 | Clasificado a la Copa de Campeones de Europa 1964-65 |
| 2   | Beringen FC            | 30 | 16 | 9  | 5  | 49 | 30 | 41  | +19 |                                                      |
| 3   | Standard Club Liégeois | 30 | 16 | 8  | 6  | 58 | 28 | 40  | +30 |                                                      |
| 4   | Beerschot              | 30 | 12 | 13 | 5  | 47 | 26 | 37  | +19 |                                                      |
| 5   | RFC Liégeois           | 30 | 15 | 6  | 9  | 39 | 27 | 36  | +12 | Clasificado a la Copa de Ferias 1964-65              |
| 6   | Royal Antwerp FC       | 30 | 13 | 9  | 8  | 42 | 38 | 35  | +4  | Clasificado a la Copa de Ferias 1964-65              |
| 7   | KFC Diest              | 30 | 13 | 7  | 10 | 43 | 39 | 33  | +4  |                                                      |
| 8   | La Gantoise            | 30 | 10 | 6  | 14 | 37 | 51 | 26  | −14 | Clasificado a la Recopa de Europa 1964-65            |
| 9   | Lierse S.K.            | 30 | 8  | 10 | 12 | 39 | 43 | 26  | −4  |                                                      |
| 10  | RCS Brugeois           | 30 | 8  | 10 | 12 | 25 | 43 | 26  | −18 |                                                      |
| 11  | Daring Club Bruxelles  | 30 | 8  | 9  | 13 | 41 | 48 | 25  | −7  |                                                      |
| 12  | RFC Brugeois           | 30 | 8  | 8  | 14 | 35 | 48 | 24  | −13 |                                                      |
| 13  | K. Sint-Truidense V.V. | 30 | 8  | 8  | 14 | 36 | 50 | 24  | −14 |                                                      |
| 14  | K.V. Turnhout          | 30 | 7  | 10 | 13 | 28 | 50 | 24  | −22 | Descenso a la Division II                            |
| 15  | K Berchem Sport        | 30 | 8  | 6  | 16 | 29 | 49 | 22  | −20 |                                                      |
| 16  | KFC Malinois           | 30 | 3  | 10 | 17 | 20 | 47 | 16  | −27 | Descenso a la Division II                            |

PJ = Partidos jugados; PG = Partidos ganados; PE = Partidos empatados; PP = Partidos perdidos; GF = Goles a favor; GC = Goles en contra; Pts = Puntos; DG = Diferencia de goles